# Joop den Holder
Joop den Holder (Leiden, 12 augustus 1912 - Voorburg, 1994), voluit Johannes Jacobus den Holder, was een Nederlandse beeldhouwer, kunstschilder en graficus. Hij was gehuwd met Gerarda Pieternella den Holder-Schouten (1884-1962). Den Holder heeft een opleiding gevolgd aan de Teken- en Schilderacademie 'Ars Aemula Naturae' in Leiden. Zijn werk valt onder abstracte kunst.
Den Holder was lid van Kunstenaarsvereniging Sint Lucas.
Den Holder werd in 1979/1980 benoemd tot erelid van de Haagse Kunstkring.
- RKD-Nederlands Instituut voor Kunstgeschiedenis: 39124